# Ngôn ngữ chính thức
Ngôn ngữ chính thức là ngôn ngữ đã được xác nhận tình trạng pháp lý riêng tại mỗi quốc gia, mỗi tiểu bang, lãnh thổ hay tổ chức. Thông thường là ngôn ngữ được dùng trong các cơ chế hành pháp của một quốc gia cho dù luật pháp tại nhiều nước bắt buộc các tài liệu của chính phủ phải ghi bằng các ngôn ngữ khác.

## Luật về ngôn ngữ chính thức
Hầu như các quốc gia có chủ quyền trên thế giới có ít nhất là một ngôn ngữ chính thức như được tuyên bố trong hiến pháp quốc gia, trang thông tin chính phủ trên Internet, các đại sứ quán và những nguồn thông tin chính thức khác. Những quốc gia có duy nhất một ngôn ngữ chính thức như Việt Nam, Albania, Pháp, hoặc Litva, mặc dù thực tế là có đa dạng ngôn ngữ khác được nói trong các nước này. Những quốc gia có hơn một ngôn ngữ chính thức như Afghanistan, Belarus, Bỉ, Bolivia, Canada, Phần Lan, Ấn Độ, Israel, Malta, New Zealand, Pakistan, Paraguay, Peru, Nam Phi, Singapore và Thụy Sĩ.
Một vài quốc gia như Anh, Hoa Kỳ và Argentina không có ngôn ngữ chính thức mặc dù đa số trường hợp có một ngôn ngữ đại chúng chính duy nhất (tiếng Anh ở Hoa Kỳ và Anh, tiếng Tây Ban Nha ở Argentina).
Tại vài quốc gia như Trung Quốc, Iraq, Ý, Philippines, Nga và Tây Ban Nha có một ngôn ngữ chính thức cho mỗi quốc gia nhưng những ngôn ngữ khác vẫn được coi là đồng chính thức tại vài vùng quan trọng.
Ngôn ngữ chính thức của vài cựu thuộc địa, tiêu biểu là tiếng Pháp, tiếng Anh, hay tiếng Bồ Đào Nha... không phải là ngôn ngữ quốc gia và cũng không phải là ngôn ngữ được nói nhiều nhất.
Ngược lại, tiếng Ireland là ngôn ngữ dân tộc và là ngôn ngữ chính thức thứ nhất của Ireland mặc dù có ít hơn 10% dân của họ nói được ngôn ngữ này. Tiếng Anh hầu như mọi người đều nói được lại là ngôn ngữ chính thức thứ hai được quy định bởi điều 8 trong Tiếng Ireland là một trong những ngôn ngữ chính thức trong Liên hiệp châu Âu từ ngày 1 tháng 1 năm 2007.

## Ngôn ngữ thiểu số được chính thức công nhận
Ngôn ngữ thiểu số được chính thức công nhận thường bị hiểu lầm với ngôn ngữ chính thức. Một ngôn ngữ được chính thức công nhận bởi một nước, và được dạy ở các trường hay được sử dụng trong giao tiếp chính thức không nhất thiết là ngôn ngữ chính thức của nước đó. Thí dụ tiếng Ladin và tiếng Sardinia tại Ý và tại Bồ Đào Nha là tiếng thiểu số được chính thức công nhận, nhưng không phải là ngôn ngữ chính thức theo nghĩa hẹp.